# Saison 2015-2016 de l'ES Besançon
Maillots
Actualités
Dernière mise à jour : 28 août 2015.
Cet article détaille la saison 2015-2016 du club de handball féminin de l'ES Besançon.

## Transferts
| Nom | Nom                     | Poste              | Provenance/Destination | Provenance/Destination     | Durée                  |
|     |                         |                    | Arrivées               |                            |                        |
|     | Raphaëlle Tervel        | Entraîneur         |                        |                            | 3 ans                  |
|     | Sandrine Mariot-Delerce | Entraîneur adjoint |                        |                            |                        |
|     | Jessica Alonso          | Arrière droite     |                        | Le Havre AC Handball       | 1 an                   |
|     | Djénéba Touré           | Arrière gauche     |                        | Cergy-Pontoise Handball 95 | Centre de formation    |
|     | María Núñez             | Pivot              |                        | Balonmano Bera Bera        | 2 ans                  |
|     | Patricia Elorza         | Arrière droite     |                        | Balonmano Bera Bera        | 1 an                   |
|     | Julie Dazet             | Demi-centre        |                        | Le Havre AC Handball       | 1 an                   |
|     |                         |                    | Départs                |                            |                        |
|     | Slađana Pop-Lazić       | Pivot              |                        | Metz Handball              | 2 ans                  |
|     | Camille Comte           | Entraîneur         |                        | Bourg-de-Péage             | 2 ans + 1 an en option |
|     | Moniky Novais-Bancilon  | Arrière gauche     |                        | ?                          |                        |
|     |                         |                    | Prolongations          |                            |                        |
|     | Alizée Frecon           | Demi-centre        |                        |                            | 3 ans                  |
|     | Laurence Brame          | Pivot              |                        |                            | 1 an                   |
|     | Maria Muñoz             | Gardien            |                        |                            | 2 ans                  |

## Effectif
Note : Est indiqué comme étant en sélection nationale toute joueuse ayant participé à au moins un match avec une équipe nationale lors de la saison 2015-2016.

## Parcours en championnat de D1

### Saison régulière
| Journée                                     | Date       | Club recevant             | Score   | Club visiteur              | Classement (sur 10) | Points | Rapport          |
| ------------------------------------------- | ---------- | ------------------------- | ------- | -------------------------- | ------------------- | ------ | ---------------- |
| MATCHS ALLER                                |            |                           |         |                            |                     |        |                  |
| J1                                          | 29.08.2015 | ES Besançon               | 25 – 23 | Nantes Loire Atlantique HB | 5e                  | 3      | Feuille de match |
| J2                                          | 05.09.2015 | Union Mios Biganos-Bègles | 30 – 27 | ES Besançon                | 5e                  | 4      | Feuille de match |
| Légende: Victoire Nul Défaite Score du club |            |                           |         |                            |                     |        |                  |